# Isabella di Foix-Castelbon
Isabella di Foix o di Castelbon; in catalano Isabel de Foix e in francese Isabelle de Foix-Castelbon (prima del 1361 – 1428) fu signora consorte del Captal de Buch, dal 1381, Contessa di Foix, viscontessa di Béarn e Coprincipessa di Andorra, dal 1398 e Viscontessa di Castelbon e signora di Moncada, dal 1400 al 1412.

## Origine
Isabella, secondo Pierre de Guibours, detto Père Anselme de Sainte-Marie o più brevemente Père Anselme, era la figlia del Visconte di Castelbon e signore di Moncada, Ruggero Bernardo II e della moglie, Gerarde di Navailles, Signora di Navailles e Sault, figlia di Garcia Arnaldo IV di Navailles, barone di Navailles e Sault e della moglie, Béarnaise de Miramont, mentre la Chroniques romanes des comtes de Foixci conferma che era sorella del Visconte di Castelbon e signore di Moncada, poi conte di Foix, visconte di Béarn e Coprincipe di Andorra ed inoltre pretendente della Corona d'Aragona, Matteo.
Ruggero Bernardo II di Castelbon, sia secondo Pierre de Guibours, detto Père Anselme de Sainte-Marie o più brevemente Père Anselme, che secondo la Chroniques romanes des comtes de Foix era l'unico figlio maschio legittimo del Visconte di Castelbon e signore di Moncada, Ruggero Bernardo I e della moglie, Costanza de Luna Signora di Segorbe, Paterna, La Puebla de Vallbona, El Alton Mijares, figlia di Artal de Luna e della moglie, Constanza Pérez de Aragón Signora di Segorbe, e sorella di Lopez, conte di Luna, secondo Père Anselme.

## Biografia
Isabella, come suo fratello Matteo, apparteneva ad un ramo cadetto dei conti di Foix-Béarn in quanto suo bisnonno era Gastone I di Foix-Béarn.
Isabella nel 1361 era già nata, in quanto suo padre, Ruggero Bernardo II, nel novembre di quello stesso anno aveva fatto testamento citando come sua erede la figlia, Isabella, nel caso non fosse nato nessun figlio maschio.
Alla morte del padre, Ruggero Bernardo II, nel 1381, suo fratello, Matteo, gli succedette come Visconte di Castelbon e signore di Moncada.
In quello stesso anno, Isabella, dopo aver ottenuto la dispensa papale, aveva sposato il Captal de Buch, Arcimbaldo di Grailly, che, secondo Père Anselme, era figlio del signore di Grailly e Captal de Buch, Piertro II di Grailly e della seconda moglie, Erembourga di Périgord, figlia del conte di Perigord Elia VII Talleyrand e della moglie, Brunissende di Foix; il matrimonio viene confermato anche dalla Histoire Générale de Languedoc, Tome V, Notes, nella Chronique tirée d´un manuscrit de MM. Sabbathier de la Bourgade, de Toulouse del 1389, che cita Arcimbaldo (D. Archambaldus de Graillaco, comes Fuxi et vice-comes Neboziani) e la moglie Isabella (Isabellæ uxoris suæ).
Nell'agosto 1391, suo cugino, il conte di Foix, visconte di Béarn, Coprincipe di Andorra, Visconte di Marsan e Visconte di Lautrec, Gastone III, morì per un ictus,, a Sauveterre-de-Béarn, nei pressi di Orthez, senza eredi legittimi, per cui a Gastone Febo succedette il parente più prossimo, il fratello di Isabella, Matteo, del ramo dei Foix-Castelbon.
Per questa successione, Matteo ebbe l'appoggio del re della Corona d'Aragona, Giovanni I, che l'anno successivo gli dette in moglie, la propria figlia primogenita, l'infanta Giovanna
Quando il suocero di Matteo, Giovanni I, morì, nel 1396, gli succedette il suo fratello minore don Martin, salito al trono come Martino I l'Umanista; ma Matteo, in quanto marito della figlia primogenita di Giovanni I, Giovanna, reclamò il trono in base ad un accordo, approvato dal re Pietro IV d'Aragona, con la prima moglie di Giovanni I, Marta di Armagnac, secondo il quale, in assenza di eredi maschi, sarebbe succeduta al padre la maggiore delle figlie femmine, cioè Giovanna, come ci viene confermato dalla Història de Catalunya, Volume 3. 
Essendo stata respinta la pretesa di Matteo e Giovanna, Matteo invase l'Aragona, ma fu fermato e respinto dalle truppe aragonesi guidate dal conte di Urgell, Pietro II.
Matteo fu sconfitto e al rientro di Martino I in Aragona, nel 1397 a Matteo vennero confiscati tutti i suoi domini nel regno di Aragona.
Suo fratello Matteo morì l'anno dopo, nell'agosto del 1398, e Isabella gli succedette nella contea di Foix e la viscontea di Béarn, mentre la Viscontea di Castelbon la ottenne dopo, nel 1400. Anche per i domini francesi Isabella dovette venire a patti col re di Francia, Carlo VI, detto prima il Beneamato e poi il Folle, in quanto quest'ultimo si rifiutava di riconoscere la successione, poiché suo marito, Arcimbaldo, nella guerra dei cent'anni, era schierato coi re d'Inghilterra; il giudice di appello di Tolosa aveva inviato una memoria al re di Francia sostenendo che il Captal de Buch durante la guerra si era schierato con i nemici del regno di Francia, per cui non potevano essergli consegnati tutti i feudi francesi, quindi Isabella e il marito venivano privati della contea di Foix e i due figli maggiori della coppia venivano tenuti in ostaggio dal re di Francia.
Solo dopo essersi sottomessi al re, sia Isabella che Arcimbaldo, nel 1400, e dopo aver giurato fedeltà a Carlo VI, nel 1402, rientrarono in possesso dei domini francesi e riebbero indietro i due figli che erano in ostaggio.
Isabella rimase vedova nel 1412; il marito, Arcimbaldo, in quell'anno era stato nominato capitano generale per la Linguadoca.
Dopo la morte del marito, Isabella, nel 1412, cedette tutti i suoi titoli ai figli, come era stato deciso col marito, lasciando la maggior parte al figlio primogenito, Giovanni.
Isabella morì nel 1428 ed è stata tumulata nell'Abbazia di Boulbonne, a Mazères.

## Discendenza
Isabella ad Arcimbaldo diede cinque figli, come conferma anche la Histoire générale de Languedoc commenced by Gabriel Marchand:
- Giovanni (1382 † 1436), conte di Foix e di Bigorre, visconte di Béarn[27] e di Castelbon[24]
- Gastone († 1455), captal de Buch, visconte di Benaugese[27] e conte di Candale[24], per diritto di matrimonio, avendo sposato Margherita d'Albret, figlia di Arnaud-Amanieu VIII d'Albret
- Arcimbaldo († 1419), signore di Navailles[24][27]
- Matteo († 1453), conte di Comminges[28], avendo sposato la cugina, Margherita, contessa di Comminges, dopo aver ricevuto la dispensa dal fratello, il cardinale, Pietro[24]
- Pietro[29], che fu vescovo di Lescar e di vescovo di Comminges, e, che nel 1408, fu creato cardinale dall'Antipapa Benedetto XIII[24] (fu confermato cardinale da papa Martino V).

### Fonti primarie
- (LA)  Histoire Générale de Languedoc, Tome V, Notes.
- (FR)  Histoire généalogique et chronologique de la maison royale de France, tomus III.
- (FR)  Histoire générale de Languedoc commenced by Gabriel Marchand.
- (OC, FR)  Chroniques romanes des comtes de Foix.

### Letteratura storiografica
- (ES)  Història de Catalunya.